# Stach z Konar
Stach z Konar: Powieść historyczna z czasów Kazimierza Sprawiedliwego – powieść historyczna Józefa Ignacego Kraszewskiego wydana po raz pierwszy w 1878 roku, należąca do cyklu Dzieje Polski.

## Treść
Akcja toczy się w okresie rozbicia dzielnicowego Polski, a dokładnie w latach 1177–1194. Trwa rywalizacja pomiędzy dwoma synami Krzywoustego - starszym księciem Mieszkiem oraz Kazimierzem. Mieszko rządzi Wielkopolską oraz Ziemią Krakowską (dzielnicą senioralną) w sposób twardy i bezwzględny. Możni krakowscy buntują się przeciw niemu, chcąc go obalić i wprowadzić na tron Kazimierza. Wkrótce Kazimierz zostaje panem Krakowa.
Na tle tej wielkiej polityki, toczą się losy tytułowego Stacha z Konar - wiernego sługi księcia Kazimierza, który w młodości był towarzyszem zabaw Kazimierza, a jednocześnie znanym hulaką i utracjuszem. Pewnego dnia przegrał w kości z księciem, a będąc pod wpływem alkoholu, spoliczkował władcę. Książę darował mu życie jednak Stach został z kraju wygnany. Po wielu latach powraca już jako człowiek ustatkowany, by zmazać winy, służąc z ukrycia księciu Kazimierzowi. Pod przybranym nazwiskiem Zabora z Przegaju, nierozpoznany przez nikogo staje się wywiadowcą. Zbiera informacje i chroni księcia przed wszelkimi niebezpieczeństwami.